# Denîs Hotfrid
Denîs Hotfrid (n. 5 februarie 1975, Magnitogorsk, RSFS Rusă, URSS) este un halterofil ce a reprezentat Ucraina, medaliat olimpic. A participat la 2 ediții ale Jocurilor Olimpice (1996, 2000) în care a câștigat o medalie de bronz.